# Nuser
Nuser (engelsk: Snoopy) er en figur fra tegneserien Radiserne af Charles M. Schulz. Nuser er en hund, en beagle, der tilhører seriens hovedperson, Søren Brun. Den var i begyndelsen en ganske almindelig hund, men kom efterhånden mere og mere i forgrunden i serien. Den fik sit eget liv, så en række episoder har Nuser i fokus, enten alene eller sammen med fuglevennen Woodstock. Overordnet set er Nuser den sorgløse og selvtillidsfulde modsætning til sin ejer.

## Historie
Nuser optrådte første gang i serien 4. oktober 1950 (to dage efter seriens debut i USA), og det engelske navn Snoopy blev nævnt første gang 10. november samme år. Den er inspireret af Schultz' barndoms hunde, der hed Snooky og Spike, og navnet Snoopy var det navn, han kunne huske at en tredje hund skulle have. Først havde han valgt navnet Snuffy, men det var brugt i andre serier.
I begyndelsen tilhørte Nuser tilsyneladende ikke Søren Brun, og den optrådte ordløs i serien. Første gang læserne fik et indblik i Nusers tanker, var 27. maj 1952, hvor Schultz gav den en tankeboble, og som det ofte sker med dyr i tegneserier, fungerede hunden som en antropomorfisme (et dyr med menneskelige egenskaber). Således gik den i starten på fire ben, men blev fra 1956 tobenet og dansede, skrev på maskine, spillede ishockey og meget andet.

## Karakteristika

### Ydre egenskaber
Nuser bor i et traditionelt hundehus hos Søren Brun, men den sover på tagryggen og foretager sig i øvrigt mange forskellige ting der. I serien ses huset altid direkte fra siden, så man ikke kan se dens dybde, men tilsyneladende er der tale om en ganske traditionel tagrejsning med en smal tagryg. Det er derfor op til læseren at forestille sig, hvorledes Nuser kan sove, skrive på maskine, spille ishockey osv. på taget. Hundehusets indre, som man aldrig ser, synes at være betydeligt større end dets ydre og indeholder mange rum, herunder et bibliotek. 
Ud over hundehuset har den en madskål, der ofte er anledningen til samvær med Nusers herre, om end der ikke er tvivl om, at Nuser først og fremmest er interesseret i maden − Sørens jævnlige filosoferen interesserer den ikke.

### Karakteregenskaber
Nuser er gennemgående fyldt med selvtillid og stiller jævnlig op til dans, sport og sågar kys med seriens mennesker. Den kan til tider drille bl.a. fuglen Woodstock, som Nuser ellers har et forældreagtigt forhold til (i lighed med Bamses forhold til Kylling i Bamses Billedbog).

## Tilbagevendende situationer
Nuser optræder i mange forskellige situationer, og en række af dem gentages i mange variationer:
- som vordende forfatter: Siddende på ryggen af hundehuset har Nuser talrige gange forsøgt at skrive en roman. Den begynder altid med ordene: "Det var en mørk og stormfuld nat…"; og længere når han vist aldrig. Sætningen stammer fra romanen Paul Clifford fra 1830 af den engelske forfatter Edward Bulwer-Lytton.
- i 1. verdenskrig: I en underforstået tidsrejse befinder Nuser sig ofte i 1. verdenskrig, hvor han er kamppilot og filosoferer over sine dyster med Den Røde Baron. Når han flyver, afbildes han med flyverhjelm og halstørklæde på toppen af hundehuset. Eller han befinder sig på en fransk café, hvor han overvejer, hvordan han kommer i kontakt med de ikke viste franske piger.
- som sportsudøver: Nuser dyrker en række sportsgrene. Sammen med børnene i serien spiller han baseball på et hold, der har Søren Brun som anfører (og dermed har fiasko). I en anden sammenhæng spiller han ishockey på toppen af hundehuset med Woodstock, men han kan også finde på at dyrke kunstskøjteløb. Han spiller også tennis.
- som sej fyr: I en række episoder spiller Nuser sej, markeret med solbriller. I så fald hænger han typisk op ad en mur og ignorerer pigerne.
- som advokat: Det markeres med et slips og en taske, og han funderer over den retssag, han er på vej til at optræde i.
- som spejderleder: Nuser optræder adskillige gange som anfører for en lille spejdertrop bestående af Woodstock og  lignende fugle. I denne situation har Nuser spejderuniform og en vandrestav, og som regel er den lille trop på udflugt i naturen.